# Jules Mutebesi
El coronel Jules Mutebusi (c. 1959 − Kigali, 9 de mayo de 2014), fue un oficial rebelde banyamulenge, miembro del Reagrupamiento Congoleño para la Democracia (RCD), que actúa al este de la República Democrática del Congo desde 1998.
Mutebusi fue instruido por el Frente Patriótico Ruandés (FPR), grupo en su momento rebelde en Ruanda que dirigía Paul Kagame, hoy presidente del país y ha sido apoyado fuertemente por Ruanda en los últimos años. 
Fue acusado de ser el responsable de numerosos crímenes de guerra y crímenes contra la humanidad (matanzas, torturas, violaciones) y sigue rechazando unirse al Estado Mayor integrado del ejército congoleño.
Era responsable junto al general Laurent Nkundabatware de numerosos ataques puntuales tras la instauración en 2003 del Gobierno de transición. Participó en el ataque de junio de 2004 a la ciudad congoleña de Bukavu aunque tuvo que retirarse a la vecina Ruanda tras su derrota.
Falleció el 9 de mayo de 2014 en Kigali (Ruanda) a los 54 años.